# Prunus tuberculata
Prunus tuberculata es una especie de planta del género Prunus, perteneciente a la familia Rosaceae.

## Taxonomía
Prunus tuberculata fue descrita por Bernhard Adalbert Emil Koehne en 1915.

## Distribución
Se encuentra en el territorio de Oaxaca y Chiapas.